# ديون ساندرز
ديون لوين ساندرز هو مدرب كرة قدم أمريكي ولاعب محترف سابق وهو مدرب كرة القدم الرئيسي في جامعة كولورادو بولدر . الملقب بـ " Prime Time " و " Coach Prime " المدرب الاول " خلال مسيرته التدريبية، درب في الدوري الوطني لكرة القدم لمدة 14 موسمًا مع أتلانتا فالكونز وسان فرانسيسكو 49ers ، دالاس كاوبويز وواشنطن رد سكينز ،و وبالتيمور رافينز . ولاعب بيسبول لمدة تسعة مواسم في دوري البيسبول الرئيسي مع فريق نيويورك يانكيز ، وأتلانتا بريفز ، وسينسيناتي ريدز ، وسان فرانسيسكو جاينتس . حيث فاز بلقبين في بطولة السوبر بول وظهر في بطولة العالم سنة 1992 ، مما جعله الرياضي الوحيد الذي يلعب في كل من بطولة السوبر بول والبطولة العالمية.

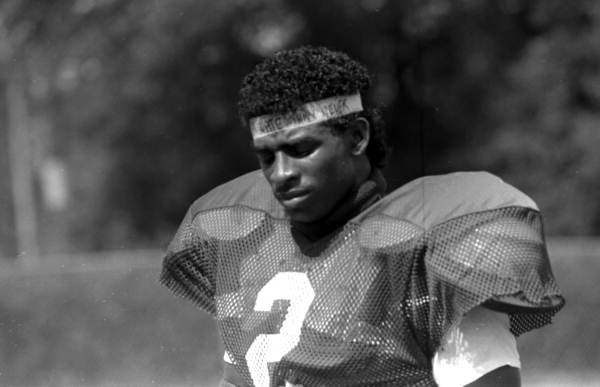
ساندرز في ولاية فلوريدا

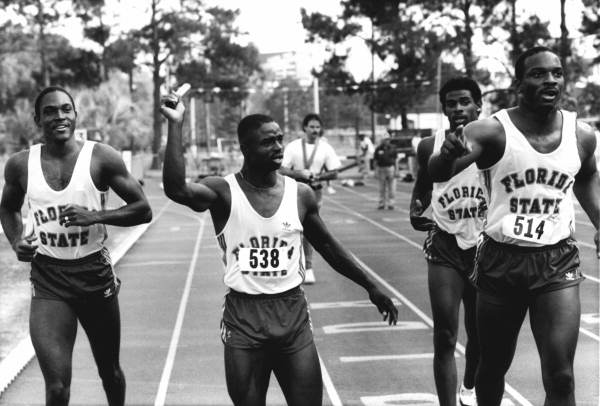
من اليسار إلى اليمين، آرثر بليك ، ديكستر كارتر ، ساندرز وسامي سميث يأخذون دورة النصر حول مايك لونج تراك بعد تسجيل رقم قياسي في مؤتمر مترو في سباق التتابع 4 × 100 متر خلال لقاء في عام 1988

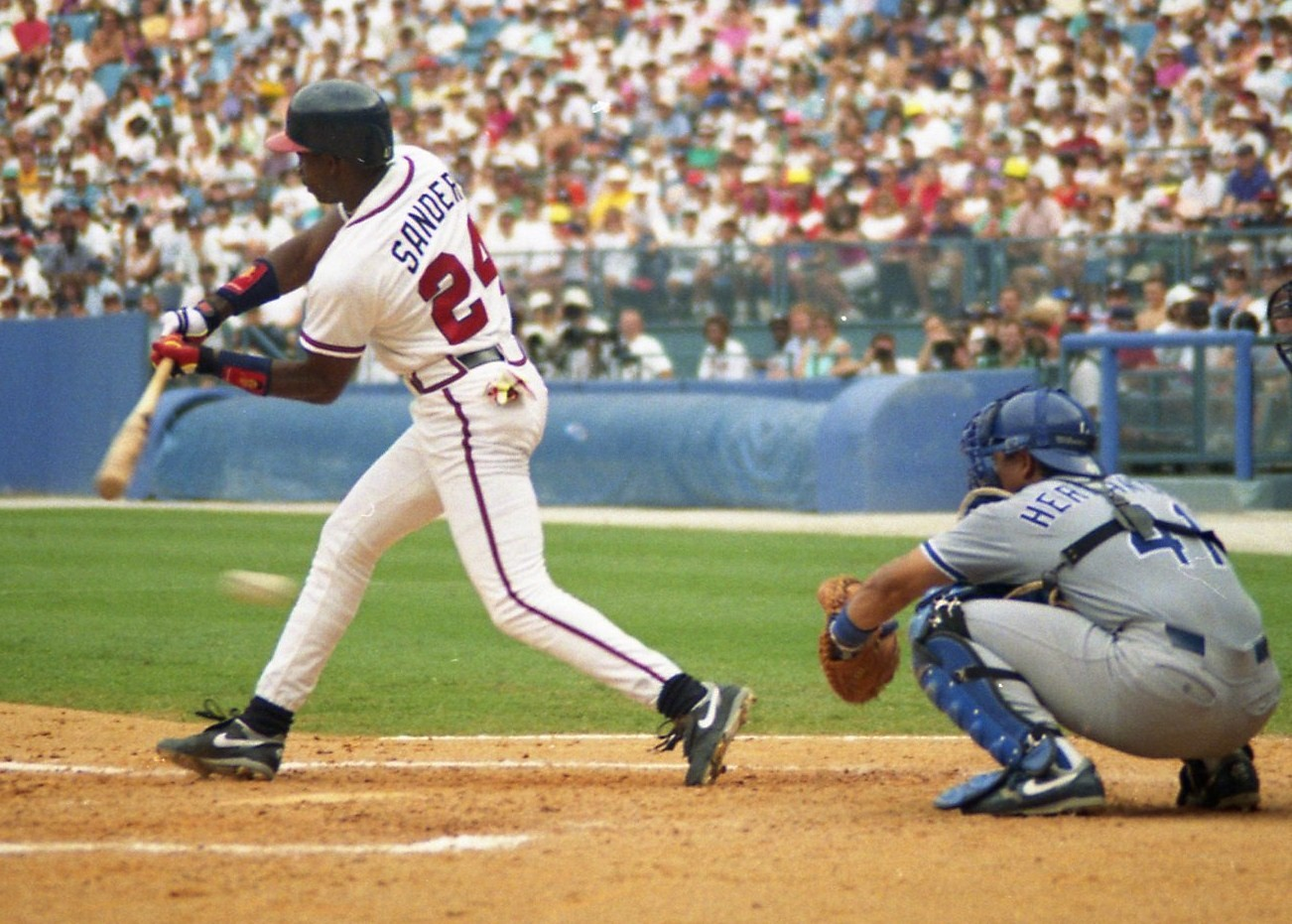
ساندرز يضرب لصالح الشجعان في عام 1993